# Lepiota purpurata
Lepiota purpurata är en svampart som först beskrevs av G. Stev., och fick sitt nu gällande namn av E. Horak 1980. Lepiota purpurata ingår i släktet Lepiota och familjen Agaricaceae.   Inga underarter finns listade i Catalogue of Life.